# Zs (együttes)
A Zs (IPA: /ziːz/) amerikai avantgárd/experimental zenekar.

## Története
2000-ben alakult Brooklynban. Sam Hillmer szaxofonos alapította. Eleinte hat tagú zenekar voltak, a következő volt a felállás: Sam Hillmer, Alex Hoskins, Brad Wentworth, Charlie Looker, Matthew Hough és Alex Mincek. Első nagylemezüket 2003-ban adták ki. A zenekar a free jazz, experimental rock, progresszív rock, noise rock, math rock műfajokban játszik. Jelenleg négy taggal rendelkeznek. A "Xe" albumot a Pitchfork 8 ponttal jutalmazta.

## Tagok
- Sam Hillmer - tenor szaxofon
- Patrick Higgins - elektromos gitár, elektronika
- Greg Fox - dob, ütős hangszerek
- Michael Beharie - elektronika

## Korábbi tagok
- Amnon Freidlin - elektromos gitár
- Ian Antonio - dob, ütős hangszerek
- Ben Greenberg - elektromos gitár
- Tony Lowe - elektromos gitár
- Alex Mincek - tenor szaxofon
- Charlie Looker - elektromos gitár
- Matthew Hough - elektromos gitár
- Brad Wentworth - dob, ütős hangszerek
- Baba Booey - trombita

## Diszkográfia
- Zs (2003)
- Buck (2005)
- Arms (2007)
- Remixed (2009)
- New Slaves (2010)
- New Slaves Part II: Essence Implosion! (2011)
- Xe (2015)
- Noth (2018)